# Guignes
Guignes är en kommun i departementet Seine-et-Marne i regionen Île-de-France i norra Frankrike. Kommunen ligger i kantonen Mormant som tillhör arrondissementet Melun. År 2022 hade Guignes 4 434 invånare.

## Befolkningsutveckling
Antalet invånare i kommunen Guignes
| Referens: INSEE |